# Caciocavallo affumicato
Il caciocavallo affumicato è un formaggio bovino a pasta filata, con stagionatura oltre i 60 giorni, in forme tipiche globose con testina, legatura con fibre vegetali e pezzatura di circa 500-2.000 g, affumicato con fuoco di legna e/o paglia naturale.

## Lavorazione
Ingredienti: latte bovino locale, caglio del commercio, sale.
Fasi della lavorazione:
- mungitura in locali tradizionali o in alpeggio;
- riscaldamento del latte;
- preparazione del caglio naturale partendo da stomaci di capretto od agnello;
- aggiunta del caglio di capretto al latte in tini di legno;
- rottura della cagliata con spini di legno;
- spurgo ed allontanamento del siero;
- maturazione ed acidificazione della cagliata;
- taglio della cagliata a mano con coltelli di acciaio;
- aggiunta del siero bollente;
- filatura a mano con mestoli di legno;
- formatura a mano;
- salatura in salamoia;
- legatura;
- affumicatura in locali tradizionali con legna o paglia;
- stagionatura in locali tradizionali ventilati.

## Materiali, attrezzature e locali utilizzati per la produzione
- Laboratori artigianali e locali tradizionali;
- attrezzatura in acciaio;
- piani di salatura in legno stagionato;
- tini in legno per la cagliata;
- scanni e travi in legno stagionato;
- bastoni, mestoli ed attrezzi vari in legno per la lavorazione;
- impalcature in legno per l'appesa delle forme;
- fuoco di legna o paglia non trattate.

## Riferimenti normativi
- L. 283/62 e D.P.R. 327/80 (Norme igiene alimenti e bevande)
- D.P.R. 777/82 e D.L. 108/92 relativi ai materiali ed oggetti destinati a venire a contatto con gli alimenti
- Dir. 93/43/CEE (Igiene degli alimenti e delle bevande)
- D.Lgs. 155/97 (Decreto di applicazione Dir. 93/43/CEE)
- D.P.R. 54/97 (Attuazione Dir. 92/46 e 92/47 per la produzione e l'immissione sul mercato dei prodotti a base di latte)
- Circolare n° 11 del 1998 (Indicazioni del Ministero della sanità sull'applicazione del D.Lgs. 155/97)
- D.Lgs. 173/98 (Individuazione dei prodotti tradizionali)
- D.M. 350/99 (Regolamento recante norme per l'individuazione dei prodotti tradizionali)